# Billy Boyd
Billy Boyd (Glasgow, 28 augustus 1968) is een Schotse acteur en zanger die doorbrak met de rol van Pepijn (Peregrijn) Toek in de trilogie The Lord of the Rings, verfilmd door Peter Jackson.
Boyd acteert niet alleen, hij zingt ook en speelt verscheidene instrumenten. Hij schreef de melodie en zong "The Edge of Night" in The Lord of the Rings: The Return of the King. Hij is ook de zanger van de band 'Beecake'. Op dit moment woont hij in Glasgow, Schotland met zijn vrouw Alison McKinnon. Op 26 april 2006 kregen zij hun eerste kind, Jack William.

## Jeugd
Boyd werd geboren als zoon van William en Mary Boyd. Zijn ouders overleden een jaar na elkaar, toen Boyd een tiener was. Billy en zijn zus Margeret werden door hun oma opgevoed nadat zijn ouders verongelukt waren. Op zijn zestiende kwam hij bij het theater. Hij studeerde aan de Royal Scottish Academy of Music and Drama, en slaagde in "Music and Drama". Voor hij aan zijn acteercarrière begon, werkte hij zeven jaar lang als boekbinder. 

## Carrière
Boyd is naast filmacteur ook toneelspeler. Daarnaast zingt hij, en speelt hij gitaar, basgitaar en drums. Hij staat in de top 100 van 'geschiktste' mannen van Schotland. Op dit moment is hij zanger en liedjesschrijver in zijn band Beecake. Hij speelde ook een bijrol in de Schotse comedy Still Game. In 2014 schreef Boyd (samen met Philippa Boyens en Fran Walsh) en zong hij het lied "The Last Goodbye" voor The Hobbit: The Battle of the Five Armies, dat tijdens de aftiteling van de film te horen is.

## Privéleven
Boyd surft graag, iets wat hij ook deed in Nieuw-Zeeland tijdens de opnamen van Lord of the Rings. Daarnaast kan hij schermen, en heeft hij een zogenoemde fase 4-positie in zowel Jeet kune do als in Eskrima. Boyd heeft een tatoeage van het Engelse woord nine, geschreven in het Tengwar, als herinnering aan het feit dat hij een van de negen reizigers van het Reisgenootschap van Lord of the Rings was. De andere acteurs van The Fellowship (Elijah Wood, Sean Astin, Sean Bean, Ian McKellen, Dominic Monaghan, Viggo Mortensen en Orlando Bloom) hebben dezelfde tatoeage. John Rhys-Davies heeft deze niet, zijn stuntdubbel heeft de tatoeage in zijn plaats genomen.

## Filmografie
| Jaar | Film                                              | Rol                     |
| ---- | ------------------------------------------------- | ----------------------- |
| 2007 | Ecstasy                                           | Woodsy                  |
| 2006 | The Flying Scotsman                               | Malky                   |
| 2006 | Save Angel Hope                                   | Vince                   |
| 2005 | Midsummer Dream                                   | Puck                    |
| 2005 | On a Clear Day                                    | Danny                   |
| 2004 | Seed of Chucky                                    | Stem van Glen en Glenda |
| 2004 | Instant Credit                                    | Frankie                 |
| 2003 | The Lord of the Rings: The Return of the King     | Peregrijn Toek          |
| 2003 | Master and Commander: The Far Side of the World   | Barett Bonden           |
| 2002 | The Lord of the Rings: The Two Towers             | Peregrijn Toek          |
| 2002 | Sniper 470                                        | 'the sniper'            |
| 2001 | The Lord of the Rings: The Fellowship of the Ring | Peregrijn Toek          |
| 1999 | Julie and the Cadillacs                           | Jimmy Campbell          |
| 1998 | Urban Ghost Story                                 | Loan Shark              |
| 1998 | The soldier's leap                                | 'the postman'           |